# Sorèze
Sorèze es una comuna francesa situada en el departamento de Tarn, en la región de Occitania.

## Demografía
| 1581 | 1613 | 1672 | 1654 | 1954 | 2164 | 2938 |
| Para los censos de 1962 a 1999 la población legal corresponde a la población sin duplicidades (Fuente: INSEE [Consultar]) |      |      |      |      |      |      |